# Square Two
Square Two — другий сингл-альбом південнокорейського жіночого гурту Blackpink, випущений у цифровому форматі лейблом YG Entertainment 1 листопада 2016 року та розповсюджений KT Music. До сингл-альбому увійшли пісні «Playing with Fire» та «Stay», а також акустична версія «Whistle». Тексти написав продюсер Тедді Пак, а аранжуванням займалися Тедді, R.Tee та Со Вонджін.

## Просування

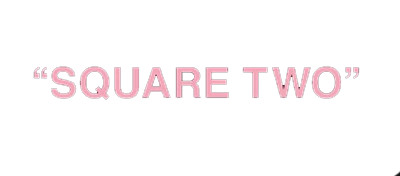
Логотип альбому

19 жовтня 2016 року стало відомо про повернення Blackpink. 24 жовтня було опубліковано тизерні зображення учасниць Ліси та Дженні з назвою одного з головних синглів «Playing with Fire», а наступного дня з’явилися тизерні зображення Розе та Джісу. Тизерні зображення другого синглу «Stay» з усіма учасницями були оприлюднені 27 жовтня. 30 жовтня YG Entertainment опублікував залаштункове відео про «Stay», а наступного дня — про «Playing With Fire».
6 листопада Blackpink вперше наживо виконали свої нові пісні на музичному шоу Inkigayo.

## Комерційний успіх
Square Two посів 13 і третє місця в американських чартах Billboard Top Heatseekers і Billboard World Albums відповідно; за перший тиждень випуску було продано 1000 копій. Наступного тижня альбом піднявся до другого місця у World Albums у випуску від 26 листопада 2016 року, перебуваючи в чарті протягом ще 22 тижнів поспіль. Станом на серпень 2017 року Square Two розійшовся тиражем у 7000 примірників, а п'ять синглів із нього розпродалися в США накладом 113 000 цифрових копій.

## Список композицій
| Список композицій Square Two | Список композицій Square Two             | Список композицій Square Two | Список композицій Square Two | Список композицій Square Two | Список композицій Square Two |
| #                            | Назва                                    | Автор слів                   | Автор музики                 | Аранжувальник                | Тривалість                   |
| ---------------------------- | ---------------------------------------- | ---------------------------- | ---------------------------- | ---------------------------- | ---------------------------- |
| 1.                           | «Playing with Fire» (불장난; Buljangnan) | Тедді                        | Тедді R. Tee                 | R. Tee                       | 3:17                         |
| 2.                           | «Stay»                                   | Тедді                        | Тедді Со Вонджін             | Тедді Со                     | 3:50                         |
| 3.                           | «Whistle» (휘파람; акустична версія)     | Тедді Bekuh Boom B.I         | Тедді Future Bounce Boom     | Со                           | 3:52                         |
| 10:39                        |                                          |                              |                              |                              |                              |

| Бонусний трек iTunes | Бонусний трек iTunes | Бонусний трек iTunes | Бонусний трек iTunes     | Бонусний трек iTunes | Бонусний трек iTunes |
| #                    | Назва                | Автор слів           | Автор музики             | Аранжувальник        | Тривалість           |
| -------------------- | -------------------- | -------------------- | ------------------------ | -------------------- | -------------------- |
| 4.                   | «Whistle»            | Тедді Boom B.I       | Тедді Future Bounce Boom | Тедді Future Bounce  | 3:32                 |
| 5.                   | «Boombayah»          | Тедді Boom           | Тедді Boom               | Тедді                | 4:00                 |
| 18:11                |                      |                      |                          |                      |                      |

## Чарти
| Чарт (2016)                            | Пікова позиція |
| -------------------------------------- | -------------- |
| США Top Heatseekers Albums (Billboard) | 13             |
| США World Albums (Billboard)           | 2              |